# Аббан, Фелисия
Фелисия Аббан (англ. Felicia Abban), урождённая Анса (англ. Ansah; 1935 — 4 января 2024, Аккра) — первая женщина-профессиональный фотограф Ганы, историк искусства. Она много лет работала фотографом у первого президента Ганы Кваме Нкрумы в 1960-х годах.

## Ранние годы
Фелисия Аббан родилась в 1935 году в западной части Ганы и выросла в приморском городке Секонди-Такоради. Она была старшей из шести детей. Её отец — Дж. Э. Анса, был фотографом. В возрасте 14 лет Фелисия Аббан стала его ученицей. Она училась у отца следующие четыре года. В 18 лет Фелисия переехала из Такоради в Аккру, где открыла собственную студию. Через несколько месяцев она открыла свой бизнес «Mrs. Felicia Abban’s Day and Night Quality Art Studio» в центре Джеймстауна, Аккра, в 1955 году.
Муж Фелисии, Роберт Аббан, разработал ткань с портретом Кваме Нкрумы на цветах и картой Ганы для празднования независимости страны в 1957 году. Студия Аббан также была близка к другим студиям, включая «Deo Gratias» Брюса Вандерпуйе и «Ever Young Studio» Джеймса Барнора. Они также внесли свой вклад в историю ганских фотографов того времени. Это было ещё до обретения Ганой независимости, и «Deo Gratias» — старейшая действующая фотостудия в Аккре. Она был основан дедом Тамакло Джеймсом Коблой Брюсом-Вандерпуйе в 1922 году и заработала репутацию благодаря документированию ключевых событий в истории страны. В фотостудии Джеймса Барнора в начале 1950-х запечатлены интимные моменты светил и ключевых политических деятелей, в том числе первого премьер-министра Ганы Кваме Нкрума, когда он выступал за панафриканское единство и независимость от колониального господства. В начале своей карьеры Аббан также работала в «Geine Press Limited», ныне известной как «The Ghana Times», которая также была издательством Народной партии конвента Кваме Нкрумы, когда он стал президентом.

## Карьера фотографа
Карьера фотографа началась у Аббан, когда она научилась у своего отца фотографировать и стала его единственной ученицей на тот момент. Фелисия Аббан — первая женщина-фотограф Ганы. Однако она стала одним из самых уважаемых фотохудожников на континенте своего времени — на службе у Кваме Нкрумы и детальным аналитиком трансформации своей страны. Она широко известна своими автопортретами, особенно теми, которые она сделала с 1950-х по 1970-е годы. Аббан открыла свою студию в Аккре в 1955 году и взяла в ученицы других женщин. Затем она была признана одной из первых женщин-фотографов Ганы, проецирующих современное африканское повествование через объектив.
В период ранней независимости в её портретах также использовалась одежда как основное выражение её личности и использовались как «визитные карточки» её собственных муз. Её автопортреты напоминали изображения из модных журналов с добавлением более современного контекста. На всех этих разнообразных фотографиях видно, как Аббан использовала одежду, чтобы наглядно выразить женскую идентичность, играла с традиционным и современным в искусной гибридности, описываемой как урбанистическая и трансатлантическая.
Первый публичный показ её работ был организован Наной Офориаттой Айим в галерее ANO в марте 2017 года, и у галереи есть планы превратить её студию в музей в честь Аббан. Когда музей будет завершён, он поможет сохранить работы Фелисии и станет центром поддержки будущих художников. Нана Офориатта Айим также курировала Ghana Freedom, первый павильон Ганы на Венецианской биеннале в 2019 году, в котором Фелисия Аббан была среди шести выбранных художников. Портреты и автопортреты Аббан передали момент в истории Ганы через её собственный женский взгляд, который уловил как стиль, так и отношения того времени.
Работы Фелисии Аббан также были представлены на 12-й выставке Bamako Encounters 2019 года. Частная коллекция фотографий Аббан состоит из автопортретов. В итоге Аббан ушла из фотографии в результате ухудшения здоровья, связанного с артритом.

## Личная жизнь
Фелисия была замужем за Робертом Аббаном, человеком, который разработал ткань в ознаменование празднования независимости Ганы в 1957 году с портретом Кваме Нкрумы на цветах с картой Ганы. Роберт Аббан был креативным директором бывшей компании «Ghana Textiles and Manufacturing Company» (GTMC).
Скончалась 4 января 2024 года.